# Lunenburg County
För countyt i Nova Scotia, se Lunenburg County, Nova Scotia.
Lunenburg County är ett administrativt område i delstaten Virginia, USA, med 12 914 invånare. Den administrativa huvudorten (county seat) är Lunenburg. 

## Geografi
Enligt United States Census Bureau har countyt en total area på 1 120 km². 1 118 km² av den arean är land och 2 km² är vatten.      

### Angränsande countyn
- Prince Edward County - norr
- Nottoway County - nordost
- Brunswick County - öster
- Mecklenburg County - söder
- Charlotte County - väster

### Orter
- Kenbridge
- Lunenburg (huvudort)
- Victoria